# قرار مجلس الأمن التابع للأمم المتحدة رقم 2007
قرار مجلس الأمن التابع للأمم المتحدة رقم 2007، الذي تم تبنيه بالإجماع في 14 سبتمبر 2011، بعد التذكير بالقرار 1786 (2007) بشأن المحكمة الجنائية الدولية ليوغوسلافيا السابقة، أعاد المجلس تعيين سيرج براميرتز مدعيًا عامًا للمحكمة وألغى النظام الأساسي للمحكمة.

## روابط خارجية
- نص القرار في undocs.org